# Krušeto
Krušeto is een dorp in het Noorden van Bulgarije. Het is gelegen in de gemeente Gorna Orjachovitsa in het oblast Veliko Tarnovo.

## Geografie
Het dorp Krušeto is gelegen in het noordwestelijke deel van de gemeente Gorna Oryahovitsa en grenst aan de gemeenten Veliko Tarnovo en Polski Trambesh. Het dorp ligt op 20 km van het gemeentelijke centrum. Bij de laatste volkstelling in 2001 telde het dorp 1033 inwoners en 374 huishoudens.
Het dorp ligt op de linkeroever van de Rositsarivier, vlak bij de samenvloeiing met de Jantrarivier, 21 km ten noorden van de stad Gorna Orjachovitsa en 26 km ten noorden van de stad Veliko Tarnovo.

## Geschiedenis
Het dorp wordt vermeld in een Turks register uit het einde van de 17e en het begin van de 18e eeuw. 
In de buurt van Krušeto zijn de overblijfselen van Nikopolis ad Istrum en Kaleto met muren die tot op de dag van vandaag bewaard zijn gebleven. Het fort Kaleto of Kale bair, zoals de Turken het noemen, werd ook vermeld door Stefan Stefanov in zijn boek "Antiquities along the Lower Yantra Basin" uit 1956. Tijdens de Russisch-Turkse oorlog van 1877-1878 verliet de Turkse bevolking het dorp, sindsdien wordt het bewoond door Bulgaren - vluchtelingen uit Elensko en Trevnensko. De eerste kolonisten kwamen uit de gehuchten Jovkovtsi, Sredni kolibi, Mrtvitsa, Chemshiri, Harvalovtsi en Trevnensko.
In 1880 kreeg het dorp de Bulgaarse naam Krušeto. De Turkse bevolking keerde terug en begon hun eigendommen te verkopen om naar Lozengradsko te verhuizen.
In 1883 begon de bouw van een kerk, die in 1884 werd voltooid en met een plechtigheid werd ingewijd door H.V.P. Metropoliet Kliment van Tarnovo op Dimitrovden 26 oktober. 
Bij de volkstelling van 1893 telde het dorp Krušeto 624 inwoners. 
Op het voormalige kerkhof werd een basisschool gebouwd. In 1921 werd de middelbare school "St. St. Cyrillus en Methodius".  In 1901 kreeg het dorp een station aan de nieuw aangelegde spoorlijn Ruse - Gorna Oryahovitsa waar anno 2022 geen treinen meer stoppen.

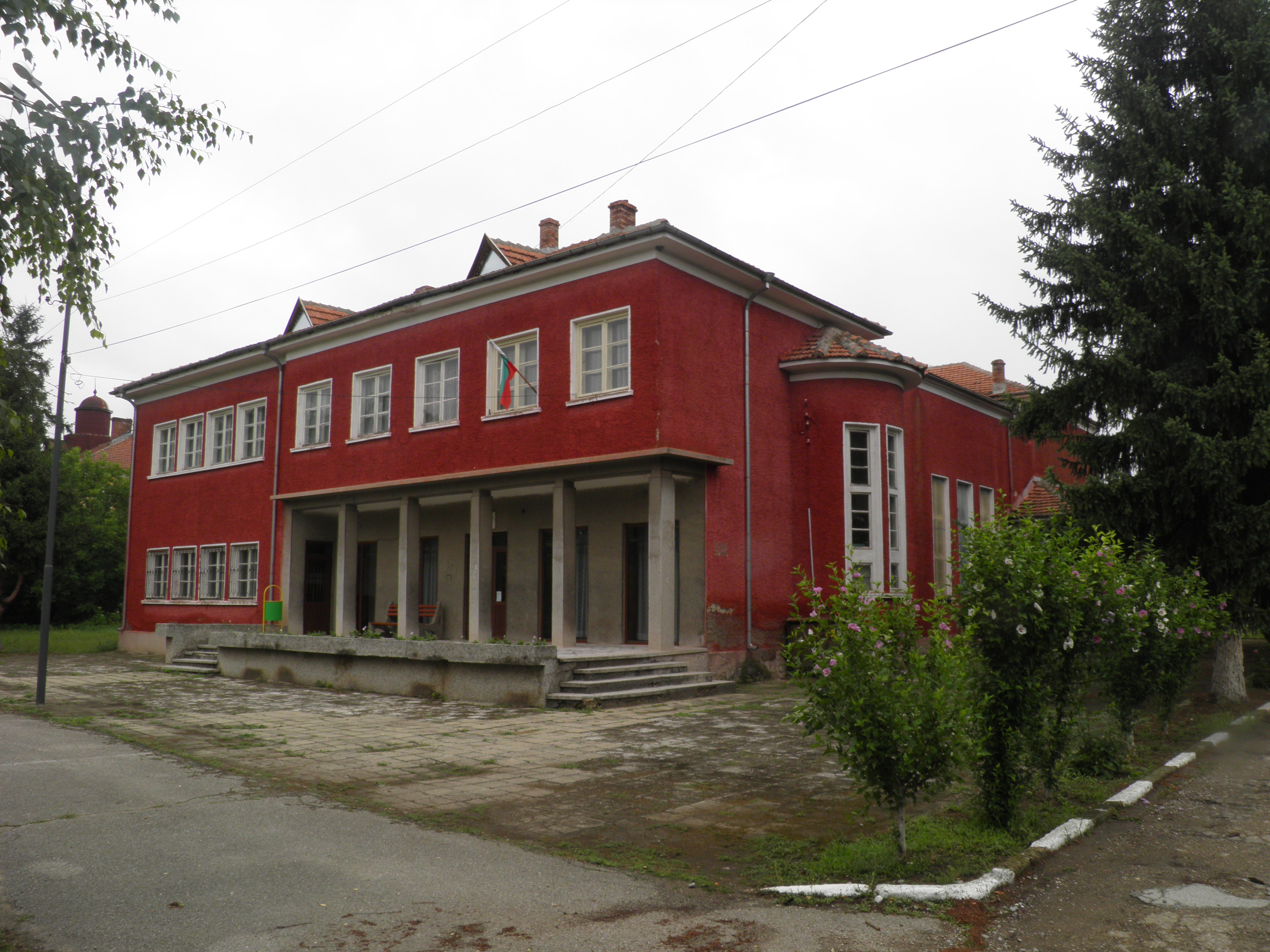
Gemeenschapscentrum